# Парень из кальция
«Парень из кальция» (англ. The Calcium Kid) — комедия 2004 года, снятая в псевдодокументальной манере.

## Сюжет
Молочник Джимми Коннелли работает в фирме «Dairies» и мечтает вырасти до регионального менеджера. В спортзале, куда в свободное от работы время Джимми ходит боксировать, тренируется профессиональный британский боксер Пит Райт. В качестве партнера для спарринга выбирает Джимми. Случилось так, что в процессе тренировки Пит Райт ломает руку о голову юного молочника. Это происходит накануне чемпионата мира по боксу, где должны были драться Пит Райт и непобедимый Хосе Мендес .
Промоутер британца решает выставить в предстоящем поединке Джимми. Он ежедневно пьёт богатое кальцием молоко, сделавшее его кости неимоверно крепкими. Наскоро окрестив Джимми «Парнем из кальция» и придумав ему имидж, промоутер объявляет бывшего молочника восходящей звездой британского бокса и отправляет его на Чемпионат. Перед поединком на пресс-конференции Джимми отпускает циничные, расистские замечания в адрес противника и обращает против себя всю Великобританию. В ходе поединка, сопровождающегося взятием заложников и даже перестрелкой, Джимми удается отправить противника в нокаут

## В ролях
| Актёр        | Роль                |
| ------------ | ------------------- |
| Орландо Блум | Джимми Коннелли     |
| Марк Хип     | Себастьян Гор-Браун |
| Майкл Лернер | Арти Коэн           |
| Ронни Анкона | Пэт Коннелли        |
| Майкл Пенья  | Хосе Мендез         |
| Дэвид Келли  | Пэдди О'Флэннэгэн   |

## Критика
Фильм получил негативные отзывы критиков. На агрегаторе рецензий Rotten Tomatoes рейтинг одобрения составляет 0 % на основе отзывов 5 критиков со средней оценкой 3,9 из 10.
Питер Брэдшоу из The Guardian дал ему 1 звезду из 5, сказав: «Демографический расчет может быть единственной причиной для публикации этого постыдного фильма. Это плохая британская комедия».
Дерек Элли из Variety сказал, что Блум был «достаточно симпатичным, но это недостаточно сильное выступление», и похвалил актеров второго плана, но раскритиковал очевидно написанный псевдодокументальный фильм за «полную невероятность основной предпосылки» и «недостаток изобретательности в сценарии».